# 卢多维克·鲁
卢多维克·鲁（法語：Ludovic Roux，1979年4月4日—），法国男子北欧两项运动员。他曾代表法国参加1998年、2002年和2006年冬季奥林匹克运动会北欧两项比赛，获得一枚铜牌。